# Lijst van voetbalinterlands Duitsland - San Marino
Deze lijst van voetbalinterlands is een overzicht van alle officiële voetbalwedstrijden tussen de nationale teams van Duitsland en San Marino. De landen speelden tot op heden vier keer tegen elkaar. De eerste ontmoeting, een kwalificatiewedstrijd voor het Europees kampioenschap voetbal 2008, werd gespeeld in Serravalle op 6 september 2006. Het laatste duel, een kwalificatiewedstrijd voor het Wereldkampioenschap voetbal 2018, vond plaats op 10 juni 2017 in Neurenberg.

## Wedstrijden
| № | Plaats     | Datum            | Competitie           | Wedstrijd              | Uitslag |
| - | ---------- | ---------------- | -------------------- | ---------------------- | ------- |
| 1 | Serravalle | 6 september 2006 | EK 2008 kwalificatie | San Marino – Duitsland | 0 – 13  |
| 2 | Neurenberg | 2 juni 2007      | EK 2008 kwalificatie | Duitsland – San Marino | 6 – 0   |
| 3 | Serravalle | 11 november 2016 | WK 2018 kwalificatie | San Marino − Duitsland | 0 − 8   |
| 4 | Neurenberg | 10 juni 2017     | WK 2018 kwalificatie | Duitsland − San Marino | 7 − 0   |

## Samenvatting
| Competitie      | Totaal gespeeld | Winst Duitsland | Gelijk | Winst San Marino | Doelsaldo Duitsland – San Marino |
| --------------- | --------------- | --------------- | ------ | ---------------- | -------------------------------- |
| WK-kwalificatie | 2               | 2               | 0      | 0                | 15 − 0                           |
| EK-kwalificatie | 2               | 2               | 0      | 0                | 19 − 0                           |
| Totaal          | 4               | 4               | 0      | 0                | 34 − 0                           |

Wedstrijden bepaald door strafschoppen worden, in lijn met de FIFA, als een gelijkspel gerekend.

## Details

### Eerste ontmoeting
| EK 2008 kwalificatie (Serravalle, San Marino, 6 september 2006): |              | |
| San Marino | 0 – 13       | Duitsland |
| | goals        | 11' Lukas Podolski 29' Bastian Schweinsteiger 30' Miroslav Klose 35' Michael Ballack 43' Lukas Podolski 45' Miroslav Klose 47' Bastian Schweinsteiger 64' Lukas Podolski 66' Thomas Hitzlsperger 71' Lukas Podolski 73' Thomas Hitzlsperger 87' Manuel Friedrich 89' (pen.) Bernd Schneider |
| Giampaolo Mazza | bondscoach   | Joachim Löw |
| Aldo Simoncini Nicola Albani Alessandro Della Valle Simone Bacciocchi Mirko Palazzi Carlo Valentini Damiano Vannucci 68' Michele Marani Marco Domeniconi 46' Manuel Marani 78' Andy Selva | opstellingen | Jens Lehmann Philipp Lahm Manuel Friedrich Arne Friedrich Marcell Jansen Bernd Schneider 46' Michael Ballack 62' Torsten Frings Bastian Schweinsteiger 46' Miroslav Klose Lukas Podolski |
| Giovanni Bonini 46' Davide Simoncini 68' Mattia Masi 78' | wissels      | 46' David Odonkor 46' Gerald Asamoah 62' Thomas Hitzlsperger |
| Mirko Palazzi 79' | gele kaarten | 74' David Odonkor |

### Tweede ontmoeting
| EK 2008 kwalificatie (Neurenberg, Duitsland, 2 juni 2007): |              | |
| Duitsland | 6 – 0        | San Marino |
| Kevin Kurányi 45' Marcell Jansen 52' Torsten Frings 54' (pen.) Mario Gómez 63' Mario Gómez 65' Clemens Fritz 67'                                                                         | goals        | |
| Joachim Löw | bondscoach   | Giampaolo Mazza |
| Jens Lehmann Philipp Lahm 70' Per Mertesacker Christoph Metzelder Marcell Jansen Roberto Hilbert 59' Torsten Frings Bernd Schneider Thomas Hitzlsperger Miroslav Klose Kevin Kurányi 59' | opstellingen | Aldo Simoncini Carlo Valentini Damiano Vannucci Nicola Albani Alessandro Della Valle Davide Simoncini Simone Bacciocchi 69' Cristian Negri 85' Matteo Bugli 76' Manuel Marani Alex Gasperoni |
| Clemens Fritz 59' Mario Gómez 59' Patrick Helmes 70' | wissels      | 69' Giovanni Bonini 76' Marco Domeniconi 85' Fabio Vitaioli |
| | gele kaarten | |
| | rode kaarten | 14', 54' Davide Simoncini |
| - Debuut van Fabio Vitaioli (USD Olympia Nova-Secchiano) voor San Marino. |              | |

### Derde ontmoeting
| WK 2018 kwalificatie (Serravalle, San Marino, 11 november 2016): |              | |
| San Marino | 0 – 8        | Duitsland |
| | goals        | 7' Sami Khedira 9' Serge Gnabry 32' Jonas Hector 58' Serge Gnabry 65' Jonas Hector 76' Serge Gnabry 82' (e.d.) Mattia Stefanelli 85' Kevin Volland                          |
| Pier Angelo Manzaroli | bondscoach   | Joachim Löw |
| Aldo Simoncini Fabio Vitaioli Davide Simoncini Matteo Vitaioli 90+1' Alex Gasperoni Mattia Stefanelli Tommaso Zafferani 83' Marco Berardi Davide Cesarini Luca Tosi 59' Mirko Palazzi | opstellingen | Marc-André ter Stegen Jonas Hector Mats Hummels 77' Sami Khedira Serge Gnabry Thomas Müller Joshua Kimmich Benjamin Henrichs 71' Mario Götze İlkay Gündoğan 71' Mario Gómez |
| Marco Domeniconi 59' Cristian Brolli 83' José Hirsch 90+1' | wissels      | 71' Kevin Volland 71' Max Meyer 77' Leon Goretzka |
| Matteo Vitaioli 60' | gele kaarten | |
| - Debuut van Serge Gnabry (Werder Bremen) en Benjamin Henrichs (Bayer 04 Leverkusen) voor Duitsland.                                                                                  |              | |

### Vierde ontmoeting
| WK 2018 kwalificatie (Neurenberg, Duitsland, 10 juni 2017): |              | |
| Duitsland | 7 – 0        | San Marino |
| Julian Draxler 11' Sandro Wagner 16' Sandro Wagner 29' Amin Younes 38' Shkodran Mustafi 47' Julian Brandt 72' Sandro Wagner 85'                                                                | goals        | |
| Joachim Löw | bondscoach   | Pier Angelo Manzaroli |
| Marc-André ter Stegen Shkodran Mustafi Jonas Hector 55' Emre Can Julian Draxler 76' Joshua Kimmich Lars Stindl 55' Sandro Wagner Amin Younes Leon Goretzka Julian Brandt                       | opstellingen | Elia Benedettini Alessandro Della Valle Giovanni Bonini Juri Biordi Michele Cervellini 87' Davide Cesarini Alessandro Golinucci 69' Pier Filippo Mazza Tommaso Zafferani 78' Danilo Ezequiel Rinaldi Mirko Palazzi |
| Marvin Plattenhardt 55' Timo Werner 55' Diego Demme 76' | wissels      | 69' Marco Bernardi 78' José Hirsch 87' Cristian Brolli |
| | gele kaarten | 56' Giovanni Bonini 63' Michele Cervellini 66' Pier Filippo Mazza |
| - Debuut van Diego Demme (RB Leipzig) voor Duitsland. - Voor het eerst in de geschiedenis een basisplaats bij Duitsland voor een speler die zijn brood verdient in de Eredivisie: Amin Younes. |              | |

DFB · A-internationals · Bondscoaches · Duits vrouwenelftal · Olympisch elftal · Duitsland U21 · Duitsland U20 · Duitsland U19 · Duitsland U18 · Duitsland U17 · Duitsland U16 · Vrouwen U17
1905 – 1919 · 
1920 – 1929 · 
1930 – 1939 · 
1940 – 1949 · 
1950 – 1959 · 
1960 – 1969 · 
1970 – 1979 · 
1980 – 1989 · 
1990 – 1999 · 
2000 – 2009 · 
2010 – 2019 · 
2020 – 2029
EK's: 1972 · 
1976 · 
1980 · 
1984 · 
1988 · 
1992 · 
1996 · 
2000 · 
2004 · 
2008 · 
2012 · 
2016 · 
2020 · 
2024
CC: 1999 · 
2005 · 
2017
WK's: 1934 ·
1938 · 
1954 · 
1958 · 
1962 · 
1966 · 
1970 · 
1974 · 
1978 · 
1982 · 
1986 · 
1990 · 
1994 · 
1998 · 
2002 · 
2006 · 
2010 · 
2014 · 
2018 · 
2022
OS: 1912 ·
1928 ·
1936 ·
2016 ·
2020
Albanië ·
Algerije ·
Argentinië ·
Armenië ·
Australië ·
Azerbeidzjan ·
België ·
Bohemen en Moravië ·
Bolivia ·
Bosnië en Herzegovina ·
Brazilië ·
Bulgarije ·
Canada ·
Chili ·
China ·
Colombia ·
Costa Rica ·
Cyprus ·
DDR ·
Denemarken ·
Ecuador ·
Egypte ·
Engeland ·
Estland ·
Faeröer ·
Finland ·
Frankrijk ·
Georgië ·
Ghana ·
Gibraltar ·
GOS ·
Griekenland ·
Hongarije ·
Ierland ·
IJsland ·
Iran ·
Israël ·
Italië ·
Ivoorkust ·
Japan ·
Joegoslavië ·
Kameroen ·
Kazachstan ·
Koeweit ·
Kroatië ·
Letland ·
Liechtenstein ·
Litouwen ·
Luxemburg ·
Malta ·
Marokko ·
Mexico ·
Moldavië ·
Nederland ·
Nieuw-Zeeland ·
Nigeria ·
Noord-Ierland ·
Noord-Macedonië ·
Noorwegen ·
Oekraïne ·
Oman ·
Oostenrijk ·
Paraguay ·
Peru ·
Polen ·
Portugal ·
Roemenië ·
Rusland ·
Saarland ·
San Marino ·
Saoedi-Arabië ·
Schotland ·
Servië ·
Servië en Montenegro · 
Slovenië ·
Slowakije ·
Sovjet-Unie ·
Spanje ·
Thailand ·
Tsjechië ·
Tsjecho-Slowakije ·
Tunesië ·
Turkije ·
Uruguay ·
Verenigde Arabische Emiraten ·
Verenigde Staten ·
Wales ·
Wit-Rusland ·
Zuid-Afrika ·
Zuid-Korea ·
Zweden ·
Zwitserland
Algerije (1982) · 
Algerije (2014) · 
Argentinië (1986) ·
Argentinië (1990) ·
Argentinië (2006) ·
Argentinië (2014) · 
Australië (2010) ·
België (1980) · 
Brazilië (2002) ·
Brazilië (2014) · 
Chili (1982) ·
Costa Rica (2006) ·
Denemarken (1992) ·
Denemarken (2012) · 
Ecuador (2006) ·
Engeland (1966) ·
Engeland (1982) ·
Engeland (2010) ·
Engeland (2021) ·
Frankrijk (2014) · 
Frankrijk (2021) · 
Ghana (2014) ·
Griekenland (2012) · 
Hongarije (1954, 2) ·
Hongarije (2021) ·
Italië (1982) ·
Italië (2006) ·
Italië (2012) · 
Japan (2022) · 
Kroatië (2008) ·
Mexico (2018) ·
Nederland (1974) ·
Nederland (2012) ·
Oekraïne (2016) ·
Oostenrijk (1982) ·
Oostenrijk (2008) ·
Polen (2006) ·
Polen (2008) ·
Polen (2016) ·
Portugal (2006) ·
Portugal (2008) ·
Portugal (2012) ·
Portugal (2014) ·
Portugal (2021) ·
Servië (2010) ·
Sovjet-Unie (1972) · 
Spanje (1982) ·
Spanje (2008) ·
Spanje (2022) ·
Tsjechië (1996, 2) · 
Tsjecho-Slowakije (1976) ·
Turkije (2008) ·
Verenigde Staten (2014) ·
Zuid-Korea (2018) ·
Zweden (2006)
FSGC · A-internationals · Bondscoaches · Statistieken · San Marino U21 · San Marino U19 · San Marino U18 · San Marino U17 · San Marino U16
1986 – 1989 · 1990 – 1999 · 2000 – 2009 · 2010 – 2019 · 2020 – 2029
2000 · 2001 · 2002 · 2003 · 2004 · 2005 · 2006 · 
Albanië · 
Andorra ·
Azerbeidzjan ·
België · 
Bosnië en Herzegovina · 
Bulgarije ·
Canada ·
Cyprus ·
Denemarken ·
Duitsland · 
Engeland · 
Estland · 
Faeröer · 
Finland · 
Gibraltar · 
Griekenland · 
Hongarije · 
Ierland · 
IJsland ·
Israël · 
Italië · 
Kaapverdië ·
Kazachstan ·
Kosovo ·
Kroatië · 
Letland · 
Libanon · 
Liechtenstein · 
Litouwen · 
Luxemburg ·
Malta ·
Moldavië ·
Montenegro ·
Nederland · 
Noord-Ierland · 
Noorwegen ·
Oekraïne ·
Oostenrijk · 
Polen · 
Roemenië · 
Rusland · 
Saint Kitts en Nevis ·
Saint Lucia ·
Schotland · 
Servië en Montenegro · 
Seychellen ·
Slovenië · 
Slowakije · 
Spanje · 
Syrië ·
Tsjechië · 
Turkije · 
Wales · 
Wit-Rusland · 
Zweden · 
Zwitserland
Nederland (2011)